# Стереохромия
Стереохро́мия (др.-греч. στερεός — твёрдый, прочный и (др.-греч. χρωμα — цвет, краска) — техника живописи, изобретённая в 1846 году в Мюнхене живописцем Йозефом Шлотгауэром и химиком Иоганном Непомуком Фуксом.

## Техника
На подготовленной поверхности (грунт для живописи на холсте или дереве или сухая штукатурка для стенописи) писали обычными приёмами (аналогично альсекко — технике письма по сухой штукатурке) минеральными красками с использованием воды в качестве связующего вещества аналогично акварели. В стенописи штукатурку предварительно пропитывали раствором фосфорной кислоты. После высыхания живописи красочный слой покрывали (обычно с помощью пульфона или мягкой кисти) слоем жидкого стекла (водным щелочным раствором силикатов натрия). Новая техника должна была заменить трудоёмкую фреску. Она позволяла вести работу долгое время, переписывая и многократно исправляя изображённое. Кроме того, защитный слой делал живопись нечувствительной к неблагоприятным воздействиям перепадов температуры и влажности, особенно снаружи зданий, а лёгкий блеск усиливал насыщенность и яркость красок.
Технику стереохромии в 1847—1866 годах успешно применил немецкий живописец Вильгельм фон Каульбах с помощниками при росписи вестибюля Нового музея в Берлине.
В 1878 году технику росписи силикатными красками усовершенствовал Адольф Вильгельм Кейм. Поэтому силикатные краски чаще называют «красками Кейма». Однако со временем выяснилось, что фиксация красочного слоя жидким стеклом, проникающим в глубину, приводит к нежелательным реакциям и частичному потемнению цвета. Поэтому техника стереохромии не получила достаточного распространения.